# 31 Pułk Lotnictwa Myśliwskiego
31 Pułk Lotnictwa Myśliwskiego OPL (31 plm) – oddział lotnictwa myśliwskiego OPL ludowego Wojska Polskiego.

## Formowanie i zmiany organizacyjne
W 1951 roku na lotnisku Babice, na bazie zalążków z 1 pułku lotnictwa myśliwskiego powstał 31 Pułk Lotnictwa Myśliwskiego OPL. Jednostka została zorganizowana według etatu Nr 6/165, który przewidywał 290 żołnierzy oraz 2 pracowników kontraktowych. Pułk wchodził w skład 5 Dywizji Lotnictwa Myśliwskiego OPL w Warszawie.
W czerwcu 1957 oddział został przebazowany do Łasku, a w następnym miesiącu podporządkowany dowódcy 1 Korpusu Obrony Przeciwlotniczej Obszaru Kraju.
W 1958 roku pułk został przeformowany w 31 Pułk Szkolno-Bojowy Oficerskiej Szkoły Lotniczej według etatu Nr 20/453 o stanie 341 wojskowych i 1 pracownika kontraktowego, i podporządkowany komendantowi Oficerskiej Szkoły Lotniczej Nr 5 im. Żwirki i Wigury w Radomiu.
W 1963 Pułk został rozformowany. Na lotnisko Łask został przeniesiony z Krakowa 2 Pułk Lotnictwa Myśliwskiego OPK. 

## Dowódcy pułku

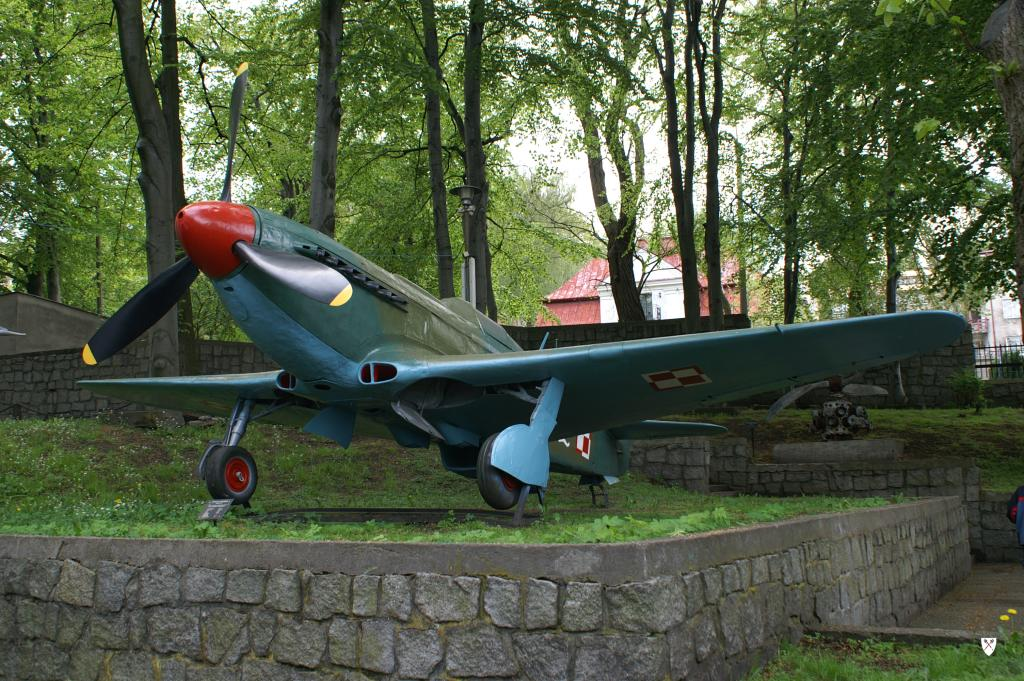
Jak-9

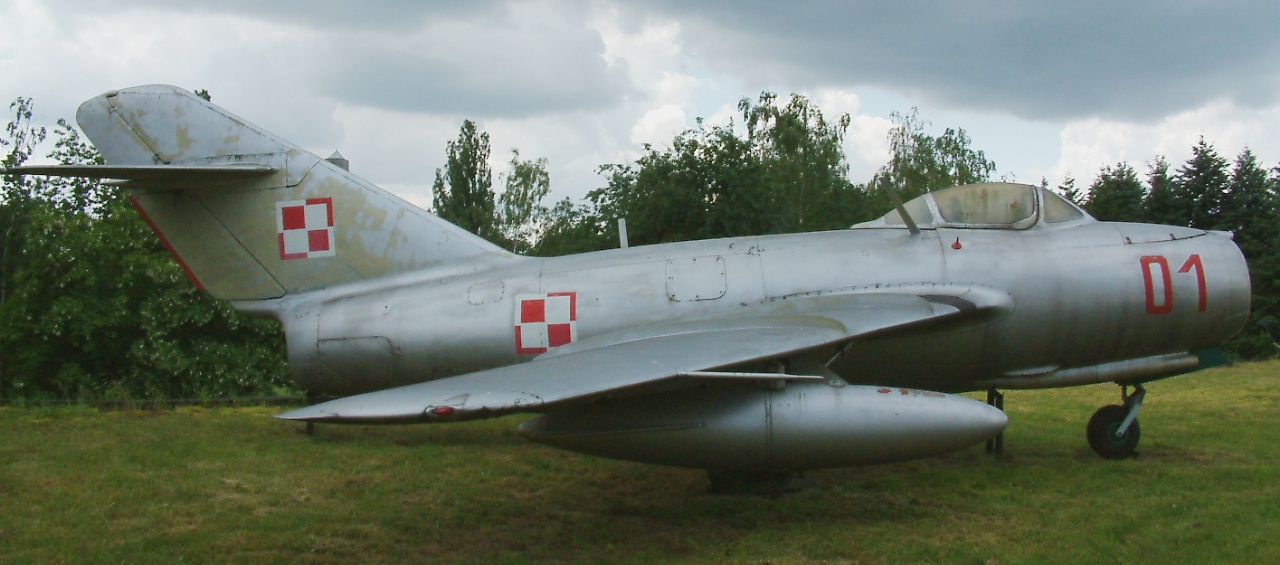
MiG-15

- mjr pil. Sergiusz Piepielin (1951-1954)
- mjr pil. Władysław Hermaszewski (1954-1955)
- kpt./ppłk pil. Henryk Michałowski (X 1956 - IX 1961)
- ppłk pil. Janusz Kowalski (1961-1963)